# Finlands Svenska Gymnastikförbund

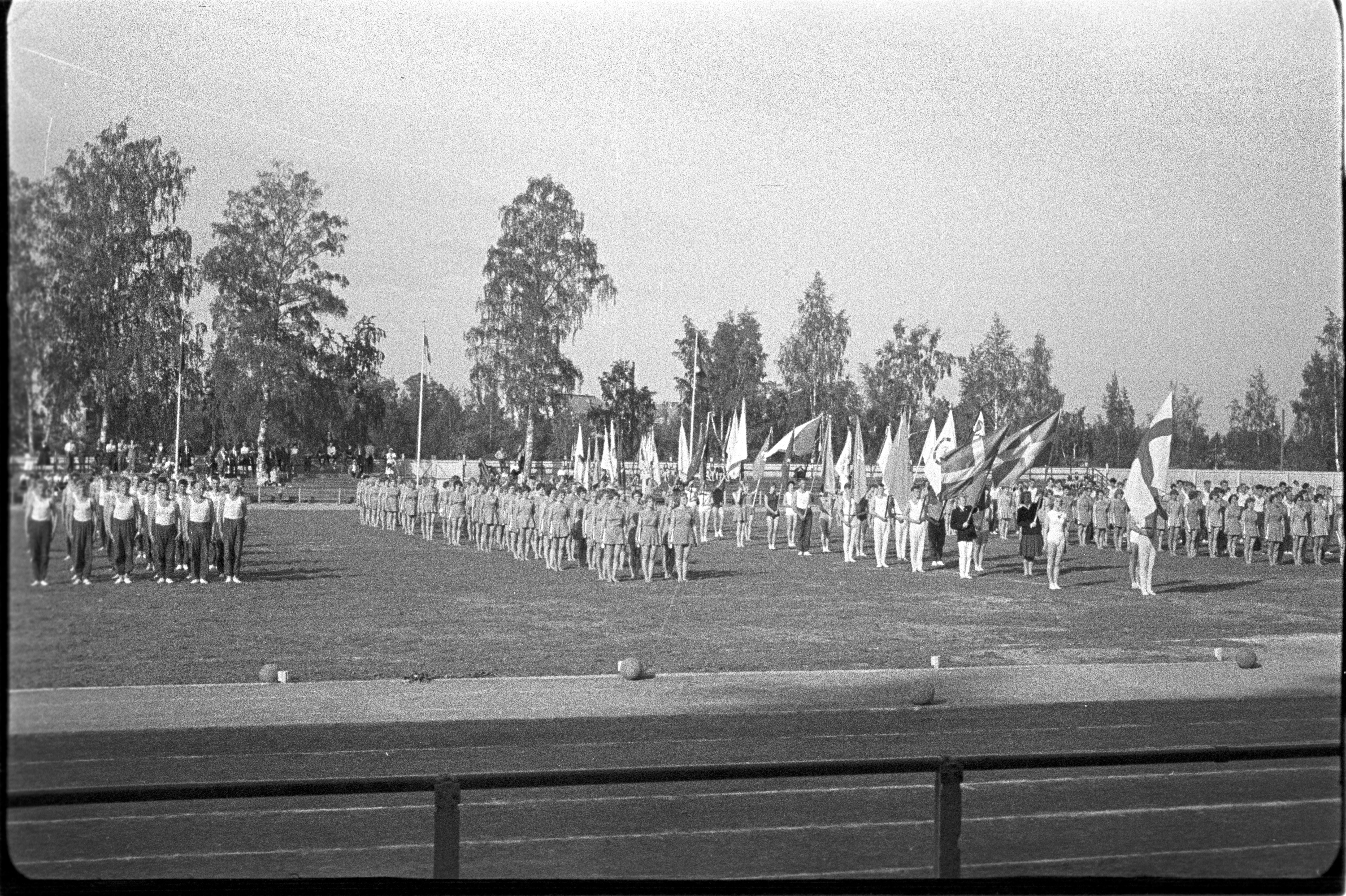
FSG-Gymnastikfesten i Vasa 1960

Finlands Svenska Gymnastikförbund (FSG) r.f. är ett svenskspråkigt specialidrottsförbund för gymnastik i Finland. Förbundets kansli ligger i Helsingfors. 

## Historia
Finlands Svenska Gymnastikförbund grundades 1896  och har till uppgift att främja, utveckla och administrera gymnastiksporten i Svenskfinland. Förbundet är anslutet till Finlands Svenska Idrott samt som ett distrikt inom Finlands Gymnastikförbund (SVoLi). 
Förbundet består i dag av 43  medlemsföreningar med ett okänt antal medlemmar. 

## Sektioner
Finlands Svenska Gymnastikförbund har för närvarande (2008) sju sektioner.  
Sektionerna är följande:
- Barnsektionen
- Danssektionen
- Truppgymnastiksektionen (inklusive Rytmisk Gymnastik)
- Motions- och Trendsektionen
- Redskapssektionen
- Utbildningssektionen
- Manlig gymnastik

## Övrigt
Finlands Svenska Gymnastikförbund arrangerar ungefär vart fjärde år en stor gymnastikfest för alla gymnaster i Svenskfinland. Evenemanget lockar cirka 1 500 deltagare.
Förbundet ger ut medlemstidningen Liv & Spänst med fyra nummer per år. 
I gymnastik har en finlandssvensk gymnast erövrat en olympisk guldmedalj. Eugen Ekman tog olympiskt guld på bygelhästen vid olympiska spelen i Rom 1960. 

## Ordförande/Verksamhetsledare
Finlands Svenska Gymnastikförbunds nuvarande (2008) ordförande är Ulrika Jansson. Verksamhetsledare är Baba Åkerberg. 

### Fotnoter
1. ↑  Finländska gymnastikförbundens historia på engelska Arkiverad 2 november 2007 hämtat från the Wayback Machine.
2. ↑  Medlemsförteckning Arkiverad 11 mars 2008 hämtat från the Wayback Machine.